# Jiří Klápště
Jiří Klápště (* 9. srpna 1982 Turnov) je český krajinný inženýr, od roku 2018 vedoucí Správy CHKO Český ráj, od roku 2024 zastupitel a náměstek hejtmana Libereckého kraje, od roku 2022 radní města Turnov, člen TOP 09.

## Život
Absolvoval Gymnázium Turnov a v letech 2001 až 2007 vystudoval krajinné inženýrství na Fakultě životního prostředí České zemědělské univerzity v Praze (získal titul Ing.). Během studia absolvoval zahraniční studijní pobyt na Florentské univerzitě v Itálii (2005 až 2006).
V letech 2007 až 2012 pracoval v Agentuře ochrany přírody a krajiny ČR, mezi lety 2012 a 2018 pak působil jako ředitel odboru obecné ochrany přírody a krajiny na Ministerstvu životního prostředí ČR. V červenci 2018 se stal vedoucím Správy Chráněné krajinné oblasti Český ráj.
Jiří Klápště žije ve městě Turnov v okrese Semily. S partnerkou má tři děti.

## Politické působení
V komunálních volbách v roce 2018 kandidoval jako nezávislý za subjekt "PROTO" (tj. TOP 09 a nezávislí kandidáti) do Zastupitelstva města Turnov, ale neuspěl.
Později vstoupil do TOP 09 a v krajských volbách v roce 2020 byl lídrem společné kandidátky TOP 09 a KDU-ČSL pod názvem "Společně pro Liberecký kraj" v Libereckém kraji. Neuspěl, neboť uskupení se do zastupitelstva nedostalo. V prosinci 2020 se stal předsedou nově zřízené Komise Rady Libereckého kraje pro adaptaci na změnu klimatu. Hlavním posláním komise je hledat systematická řešení, která pomohou realizovat opatření proti negativním dopadům změny klimatu, vyhledávat vhodné lokality pro zadržování vody v krajině a naplňovat Akční plán adaptace na změnu klimatu v podmínkách Libereckého kraje.
V komunálních volbách v roce 2022 kandidoval jako člen TOP 09 za subjekt "PROTO" (tj. TOP 09 a nezávislí kandidáti) z druhého místa do Zastupitelstva města Turnov a byl zvolen zastupitelem a současně radním města.
V krajských volbách v roce 2024 byl z pozice člena TOP 09 zvolen zastupitelem Libereckého kraje, a to na kandidátce subjektu „SPOLU pro Liberecký kraj - ODS, TOP 09, KDU-ČSL“. V říjnu 2024 se pak stal náměstkem hejtmana pro resort životního prostředí a zemědělství.